# Michael Fink (Fußballspieler)
Michael Fink (* 1. Februar 1982 in Waiblingen) ist ein deutscher Fußballspieler und -trainer. Fink spielt nach seiner Profikarriere als Amateur beim FC Gießen in der Regionalliga und war Spielertrainer des Fünftligisten FC Hanau 93.

## Karriere
Ab 1992 spielte Michael Fink für den VfB Stuttgart und durchlief zunächst erfolgreich die Jugendmannschaften. Mit der B-Jugend des VfB gewann er die Deutsche Meisterschaft 1999. In der A-Jugend wurde er u. a. zusammen mit Kevin Kurányi Junioren-Pokalsieger 2001. Später spielte er in der 2. Mannschaft des VfB in der Regionalliga Süd. In der Saison 2004/05 holte ihn Arminia Bielefeld in die Bundesliga. Während er in der ersten Saison nur elf Spiele in der 1. Liga absolvierte, wirkte er in der darauffolgenden Spielzeit bei 33 Partien mit und schoss vier Tore. Auch im DFB-Pokal erzielte er einen Treffer.
Zu Beginn der Saison 2006/07 wechselte Michael Fink zu Eintracht Frankfurt. Dort spielte er regelmäßig im defensiven Mittelfeld. Im DFB-Pokal-Viertelfinale schoss er nach elf Minuten das erste Tor der Frankfurter gegen Kickers Offenbach (Endstand 3:0). Bei Eintracht Frankfurt war er zusammen mit Ioannis Amanatidis der Spieler mit den meisten Saisoneinsätzen (32 Spiele, 3 Tore). Er erzielte das Tor des Monats Januar 2008 durch einen Fallrückzieher im Freundschaftsspiel gegen den SC Paderborn 07.
Zur Saison 2009/10 wechselte Michael Fink zu Beşiktaş Istanbul. Der Mittelfeldspieler erzielte das erste Tor der Saison 2009/10 in der Turkcell Süper Lig im Spiel gegen den Stadtrivalen Istanbul Büyükşehir Belediyespor.
Im Winter 2010/11 wechselte er leihweise wieder nach Deutschland und unterschrieb bei Borussia Mönchengladbach, kehrte jedoch nach Abschluss der Saison nach Istanbul zurück. Wegen der Ausländerregelung in der türkischen Liga wurde er dort jedoch aussortiert und gehörte zur Saison 2011/12 nicht mehr dem Profikader an. Im Juli 2011 wechselte Fink von Beşiktaş für ein Jahr zum Ligakonkurrenten Samsunspor.
Nachdem er ab Juli 2012 vereinslos war, wurde Fink im Dezember 2012 vom deutschen Zweitligisten FC Erzgebirge Aue verpflichtet. Er bekam einen Vertrag bis 2014.
Von 2015 bis 2017 war Fink als spielender Co-Trainer, in der Saison 2016/17 zusätzlich als Mannschaftskapitän, beim SV Waldhof Mannheim aktiv. Zur Saison 2017/18 beendete er seine Profikarriere, wechselte als Spieler zum FC Hanau 93 in die hessische Verbandsliga und verlängerte seinen Vertrag als Co-Trainer beim SV Waldhof Mannheim bis 2019. Am 16. Oktober 2017 beurlaubte der SV Waldhof Mannheim seinen Cheftrainer und Sportlichen Leiter Gerd Dais mit sofortiger Wirkung, nachdem die Mannschaft nach 13 Spielen nur 21 von 39 möglichen Punkten erreicht hatte. Die Mannschaft wurde seither interimsweise von Michael Fink betreut. Die Regionalliga Südwest GbR verweigerte Fink jedoch eine Ausnahmegenehmigung, bis zum Ende der Saison 2017/2018 weiterhin als Cheftrainer zu fungieren und nebenbei die nötige Trainerlizenz zu erwerben, daher verpflichtete der SV Waldhof Mannheim am 4. Januar 2018 Bernhard Trares als neuen Cheftrainer. Die Zusammenarbeit zwischen Michael Fink und dem SV Waldhof Mannheim wurde am gleichen Tag auf Finks Wunsch beendet.
Ab Februar 2018 wurde Fink vom FC Gießen mit dem Aufbau und der Leitung einer neu gegründeten Scoutingabteilung des Vereins betraut. Zum Saisonstart 2018 wechselte er in den Kader der Hessenligamannschaft des FC Gießen, wo er von Anfang an Stammspieler war. Im Mai 2019 übernahm er – vorläufig bis zum Saisonende – als Interimstrainer den Verbandsligisten FC Hanau 93. In der Saison 2019/2020 war Michael Fink als Spielertrainer für den Verein aktiv, der inzwischen in die Hessenliga aufgestiegen war. Im Winter 2020 wechselte Fink zunächst für ein Jahr zum FC Gießen in die Regionalliga. Sein Vertrag als spielender Co-Trainer wurde im April 2021 um zwei Jahre verlängert.

## Erfolge
- DFB-Junioren-Pokalsieger 2001